# Socialite

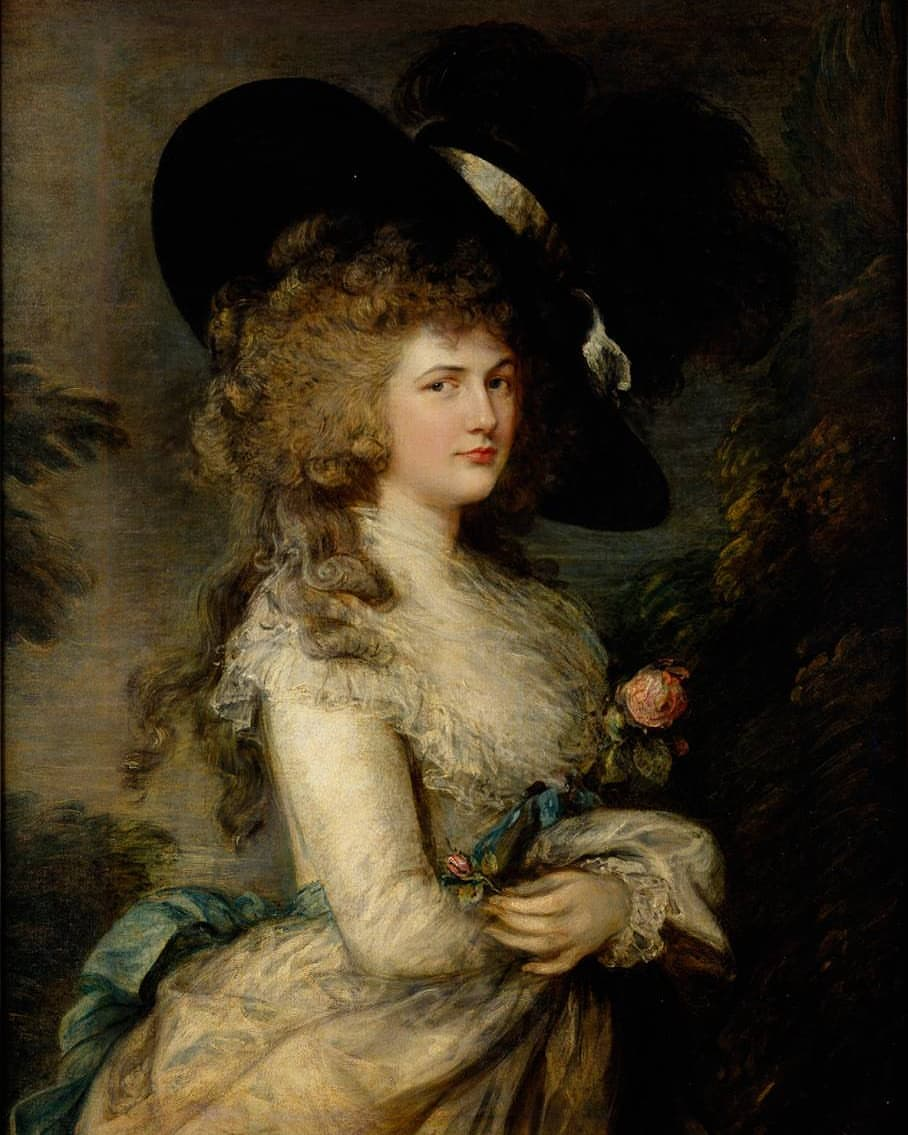
Retrato de Georgiana Cavendish, Duquesa de Devonshire, por Thomas Gainsborough. Lady Georgiana (1757–1806) era uma socialite inglesa do final do século XVIII.

Socialite (pronouncia-se /ˈsoʊʃəˌlaɪt/, "souchaláit") é uma palavra inglesa que designa uma pessoa de destaque nas camadas mais altas da sociedade e frequentemente citada nas colunas sociais (colunável) por participar de eventos midiáticos da alta sociedade — beneficentes, festivos, culturais — tornando-se ou tentando se tornar pública e famosa por suas aparições. Geralmente tem meios para  manter um padrão de consumo identificado com o da elite. Em Portugal, socialites são conhecidos como jet set. No Brasil, a denominação jet set é pouco utilizada.
O termo socialite foi introduzido na língua inglesa em 1928, pela revista Time, com o sentido de "pertencente à alta sociedade". Na época, grande parte das chamadas socialites   envolvia-se em trabalhos filantrópicos. 
No Brasil, um programa de televisão, Mulheres Ricas, foi lançado pela rede de televisão Band em formato de reality show, exibindo a vida de cinco socialites paulistanas e cariocas. Nos Estados Unidos, o mesmo programa já tem cinco spin-offs, e é denominado Real Housewives.[carece de fontes?]